# Christofer Varner
Christofer Varner (* 13. Dezember 1960 in Salt Lake City) ist ein deutscher Musiker und ein Vertreter zeitgenössischer Musik. Zu seinen Gebieten zählen Posaune, Live-Elektronik, Didgeridoo und Muscheln.

## Leben
Varner wuchs in Stuttgart auf. Auf der Posaune unterrichteten ihn u. a. Jimmy Knepper. In München spielte er in Jazz-, Salsa- und Zirkusbands. 1992 erweckte ein gemeinsames Projekt sein Interesse für neue und improvisierte Musik, und bis heute steht dieses Genre im Vordergrund seines Schaffens. Er entwickelte eigene Spieltechniken, nicht nur auf der Posaune, sondern auch auf dem Didgeridoo und der Muschel. Daneben hat er ausgiebig mit Live-Elektronik, Samplern und Computern experimentiert. Varner arbeitete unter anderem zusammen mit Peter Brötzmann, Barry Guy, Jörg Widmann, George Lewis, Sam Rivers, Fredy Studer und Phil Durrant. Er ist außerdem Posaunenlehrer am Pestalozzi-Gymnasium München und leitet die dortige Big Band.

## Diskographie (Auswahl)
- Peter Brötzmann & ICI Ensemble Beautiful Lies NEOS 41601
- ICI Ensemble & George Lewis, PAO 50010
- Invisible Movements, mit Phil Durrant, Live Electronic PAO 50020